# Stämma blod
Stämma blod eller blodstämning  var förr en teknik som användes av äldre människor där tanken var att de stoppade ett hastigt blodflöde genom gamla ramsor (ofta med hedniska och kristna undertoner) och magiska gester (som förmodligen var någon slags av kinetisk massage à la akupressur). Anses idag ofta höra till häx-kulturen, fast det ursprungligen närmast hörde samman med shamanismen och vittra-kulturen.
En gammal trollformel för att stämma blod är till exempel Buria Balta Bloria eller Buria Batta Bloria. Man skriver med blod från såret formeln på en papperslapp och slänger i elden.